# Большая Грава
Больша́я Гра́ва (Вели́кая Гра́ва; бел. Бальшая Грава, бел. Вялікая Грава) — деревня в составе Лапичского сельсовета Осиповичского района Могилёвской области Республики Беларусь.

## Географическое положение
Большая Грава расположена в 27 км на северо-запад от Осиповичей, в 6 км от ж/д станции Лапичи и в 160 км от Могилёва. На север от деревни, граничащей на юго-западе с лесом, находится река Гравка. Связи осуществляются по автодороге Минск — Бобруйск. Планировка является Г-образной с переулками, застроенными деревянными домами.

## История
Известна ещё как селение в Великом княжестве Литовском, Большая Грава в 1560 году представляла собой казённое село в Свислочской волости с 28 хозяйствами. В Российской империи деревня оказалась после второго раздела Речи Посполитой в 1793 году. По переписи 1897 года, Большая Грава числилась в Погорельской волости Игуменского уезда Минской губернии с 91 двором и 542 жителями. Согласно переписи, здесь также находилась водяная мельница. В 1907 году Большая Грава упоминалась уже с 109 дворами и 633 жителями, а в 1917 году — уже с 120 дворами и 691 жителем. С февраля по ноябрь 1918 года деревня была оккупирована германскими войсками, с августа 1919 по июль 1920 года — польскими. По данным 1925 года, в местной школе обучалось 63 ученика обоего пола. Колхоз был здесь организован в 1930-е годы.
Во время Великой Отечественной войны Большая Грава была оккупирована немецко-фашистскими войсками с конца июня 1941 года по 30 июня 1944 года; четверо жителей были убиты оккупантами. На фронте и при партизанской деятельности погибли 20 жителей. Был построен в начале 1950-х годов радиоузел, действует магазин.

## Население
- 1897 год — 542 человека, 91 двор[1]
- 1907 год — 633 человека, 109 дворов[1]
- 1917 год — 691 человек, 120 дворов[1]
- 1926 год — 960 человек, 127 дворов — как Большая Гравка[1]
- 1959 год — 530 человек[1]
- 1970 год — 402 человека[1]
- 1986 год — 240 человек, 94 хозяйства[1]
- 2002 год — 140 человек, 77 хозяйств[1]
- 2007 год — 129 человек, 60 хозяйств[1]

## Комментарии
1. ↑  Основное название и ударение для него даны по: Назвы населеных пунктаў Рэспублікі Беларусь: Магілёўская вобласць: нарматыўны даведнік / І. А. Гапоненка і інш.; пад рэд. В. П. Лемцюговай. — Минск: Тэхналогія, 2007. — С. 65, 69. — 406 с. — ISBN 978-985-458-159-0.. Второе название и ударение для него даны по: Назвы населеных пунктаў Рэспублікі Беларусь: Магілёўская вобласць: нарматыўны даведнік / І. А. Гапоненка і інш.; пад рэд. В. П. Лемцюговай. — Минск: Тэхналогія, 2007. — С. 64. — 406 с. — ISBN 978-985-458-159-0..